# Contre les gnostiques
 (avril 2025).
Si vous disposez d'ouvrages ou d'articles de référence ou si vous connaissez des sites web de qualité traitant du thème abordé ici, merci de compléter l'article en donnant les références utiles à sa vérifiabilité et en les liant à la section « Notes et références ».
Contre les Gnostiques est le neuvième traité de la deuxième Ennéade des Ennéades, rédigé par Plotin entre 263 et 268. Dans ce traité, Plotin développe une critique vigoureuse des doctrines gnostiques qu'il considère comme incompatibles avec la tradition philosophique grecque et dangereuses sur le plan moral. Il y défend sa conception néoplatonicienne du cosmos comme belle et harmonieuse manifestation du divin, contre le mépris gnostique du monde sensible et leur vision dualiste radicale.

## Contexte
Ce traité est le troisième d'une série de trois écrits sur la Providence, dont les deux premiers sont Sur la Providence I et Sur la Providence II. Selon Porphyre, dans la Vie de Plotin, ce traité a été composé pendant la période intermédiaire de la vie de Plotin, entre 263 et 268, alors que plusieurs disciples de Plotin avaient été influencés par les doctrines gnostiques. Plotin, témoin de la montée de l'influence gnostique à Rome et préoccupé par l'attrait que leurs doctrines exerçaient sur certains de ses propres amis, entreprit de réfuter systématiquement leurs positions.
Le traité s'inscrit dans un contexte intellectuel où les courants gnostiques (valentiniens, basilidiens, séthiens, etc.) se développaient rapidement dans l'empire romain, proposant une vision religieuse syncrétique qui empruntait à diverses traditions - égyptienne, perse, juive, chrétienne et grecque - tout en les reconfigurant dans une perspective dualiste radicale.

## Contenu
Dans ce traité, Plotin commence par rappeler sa propre conception métaphysique fondée sur trois hypostases (l'Un, l'Intelligence et l'Âme), avant de s'attaquer aux différents aspects de la doctrine gnostique qu'il juge incohérents et pernicieux.
La critique plotinienne s'articule autour de plusieurs grands axes :

### La critique de la cosmologie gnostique
Plotin rejette catégoriquement la vision gnostique selon laquelle le monde sensible serait l'œuvre d'un démiurge inférieur ou mauvais. Cette conception gnostique présente la création du cosmos comme le fait d'un dieu ignorant ou malveillant, qui aurait agi par orgueil ou par erreur. Dans certaines versions gnostiques, ce démiurge, identifié parfois au dieu de l'Ancien Testament, est considéré comme un être déchu, occupant une position intermédiaire entre le divin véritable et le monde matériel. Les gnostiques considèrent généralement ce monde comme une prison dont l'âme doit s'échapper.
Contre cette vision pessimiste et dualiste, Plotin défend l'unité et la continuité du réel, du premier principe jusqu'au monde sensible. Pour lui, le cosmos visible manifeste la beauté intelligible à travers l'action ordonnatrice de l'Âme universelle. Il écrit : « Si ce monde n'est pas l'égal du modèle intelligible qu'il imite, c'est naturel ; sans cela, il ne serait pas une simple imitation. Prétendre que le monde imite mal son modèle, c'est se tromper : il n'y manque aucune des choses que pouvait renfermer une image (εἰκών) belle et naturelle : car il était nécessaire que cette image existât, sans supposer cependant ni raisonnement ni art [dans l'Âme universelle].» Selon Plotin, les défauts apparents du monde sensible ne sont pas des imperfections mais des limitations nécessaires : l'image ne peut jamais égaler son modèle, mais cela ne signifie pas qu'elle soit mauvaise ou défectueuse.
Plotin s'oppose également à l'idée gnostique selon laquelle l'Âme aurait créé le monde par « inclination », « audace » ou « chute ». Il interroge ses adversaires : « Si l'Âme a créé, c'est parce qu'elle a perdu ses ailes ? L'Âme universelle ne saurait être sujette à un pareil accident. Si l'on prétend qu'elle a failli, qu'on dise la cause de sa faute. Quand a-t-elle failli ? » Pour lui, l'œuvre créatrice ne provient pas d'une déchéance, mais au contraire d'une nécessité positive et expansive de la nature divine. Il affirme : « Quant à nous, nous croyons que si l'Âme a créé le monde, ce n'est pas parce qu'elle a incliné [vers la matière], mais plutôt parce qu'elle n'a pas incliné.»
Cette nécessité de la procession créatrice est fondée sur la puissance même du principe intelligible, qui ne peut rester stérile. Plotin explique : « En effet, l'intelligible ne pouvait être le dernier degré de l'existence (ἔσχατον); il devait être doublement en acte : être en acte en lui-même, être en acte pour les autres êtres [exister et créer]. Il fallait qu'il y eût quelque chose après lui : car il n'y a que le plus impuissant de tous les êtres duquel il ne procède rien ; mais l'intelligible possède une puissance admirable ; il devait donc créer. » Ce passage révèle un principe fondamental du néoplatonisme : la fécondité nécessaire des principes supérieurs, qui par surabondance de puissance, engendrent les réalités inférieures sans diminution de leur être.
Plotin conteste également l'idée gnostique selon laquelle l'Âme aurait créé le monde pour être honorée ou par vanité : « En outre, quel avantage a-t-elle pu croire se procurer en créant le monde ? Il serait plaisant de s'imaginer qu'elle a créé le monde pour être honorée (ἵνα τιμῷτο) : ce serait lui prêter les sentiments d'un statuaire. » Cette critique vise directement certains mythes gnostiques qui attribuaient des motivations psychologiques humaines aux entités divines.
Plotin critique particulièrement la multiplication des entités dans la cosmologie gnostique (Sophia, Démiurge, éons, etc.) comme une complexification inutile et confuse du schéma métaphysique. « En nommant une multitude de principes intelligibles, ils croient paraître en posséder une connaissance exacte, tandis que, en les supposant si nombreux, ils les rabaissent et les rendent semblables aux êtres inférieurs et sensibles. Il faut réduire au plus petit nombre possible les principes qui existent là-haut », affirme-t-il, fidèle à l'économie conceptuelle que doit rechercher toute philosophie véritable. Son système des trois hypostases (l'Un, l'Intelligence, l'Âme) lui semble suffisant pour expliquer l'ensemble de la réalité, sans qu'il soit besoin d'introduire d'autres principes intermédiaires comme le font les gnostiques avec leurs éons multiples.
À la mythologie complexe des gnostiques, Plotin oppose ainsi une métaphysique rationnelle et économe en principes, conforme à la tradition philosophique grecque. Il accuse d'ailleurs les gnostiques d'avoir mal compris ou détourné les enseignements de Platon : « Des dogmes qui composent la doctrine de ces hommes, les uns sont dérobés à Platon ; les autres, qu'ils inventent afin d'avoir un système propre, sont des innovations contraires à la vérité. »

### L'apologie du cosmos et des astres
Un aspect central du traité est la défense de la beauté et de la divinité du cosmos contre le mépris gnostique. Plotin déploie une véritable apologie du monde sensible, qu'il considère comme admirablement ordonné et harmonieux. Il s'indigne de l'attitude des gnostiques : « N'est-il pas absurde de voir ces gens qui ont, comme tous les autres hommes, un corps, des passions, des craintes, des emportements, se faire de leur propre puissance une idée assez haute pour se croire capables d'atteindre l'intelligible, et refuser cependant au Soleil, quoiqu'il soit immuable et parfait, une puissance impassible, une sagesse supérieure à celle que nous possédons ? »
Pour Plotin, les astres sont des êtres divins dont les corps et les âmes sont supérieurs aux nôtres. « Pourquoi les astres qui sont dans la sphère la plus élevée ou dans les sphères inférieures ne seraient-ils pas des dieux, puisqu'ils ont un mouvement régulier et qu'ils opèrent autour du monde une magnifique révolution ? » Il réfute vigoureusement l'idée que l'ordre cosmique puisse être source de mal : « Celui qui se plaint de la nature du monde ne sait donc pas ce qu'il fait, ni jusqu'où va son audace. » Les révolutions célestes exercent selon lui une influence bienfaisante, et non tyrannique : « Qu'ont-elles en effet de terrible ? Que redoutent en elles ces hommes étrangers à la philosophie et à toute saine instruction ? » Le cosmos doit être considéré comme un "frère" du sage, et non comme une prison, car il est lui aussi l'œuvre de l'Âme universelle, « notre sœur bienveillante, qui a la puissance de faire de si grandes choses sans travail ».

### La critique de l'orgueil gnostique
Plotin dénonce l'orgueil spirituel des gnostiques. Cet aspect de sa critique ne vise pas tant leur doctrine en elle-même que l'attitude psychologique et morale qui la sous-tend et qu'elle encourage. Plotin perçoit chez les gnostiques une forme d'élitisme spirituel qu'il juge incompatible avec la véritable sagesse philosophique.
Au cœur de cette critique se trouve le rejet de la prétention gnostique à un statut spirituel privilégié, à une élection divine exclusive. Plotin écrit avec véhémence : « Si tu prétends mépriser ces dieux et t'estimer toi-même, dans l'idée que tu ne leur es pas inférieur, apprends d'abord que l'homme le meilleur est toujours celui qui se montre le plus modeste dans ses rapports avec tous les dieux et avec les hommes. » Cette insistance sur la modestie comme qualité essentielle du sage s'inscrit dans la tradition socratique et platonicienne, pour laquelle la conscience des limites de sa propre connaissance constitue le début de la sagesse.
Plotin fustige particulièrement les formules initiatiques qu'il attribue aux gnostiques et qui, selon lui, flattent dangereusement l'égo de leurs adeptes : « Il y a des hommes assez insensés pour croire sans réflexion des assertions de ce genre : '[Par l'initiation à la Gnose], tu seras meilleur, non seulement que tous les hommes, mais encore que tous les dieux.' Car ces gens sont gonflés d'orgueil, et l'homme qui était auparavant modeste, simple, humble, devient plein d'arrogance quand il s'entend dire : 'Tu es enfant de Dieu ; les autres hommes que tu honorais ne sont pas ses enfants, non plus que les astres dont le culte a été professé par les anciens. Toi, sans travail, tu es meilleur que le ciel lui-même.' »
Cette citation révèle un aspect crucial de la critique plotinienne : l'idée que la gnose soit accessible « sans travail », comme une grâce spontanée réservée à quelques élus, contredit la conception plotinienne de l'ascension spirituelle comme un effort progressif et méthodique de purification morale et intellectuelle. Pour Plotin, il n'y a pas de raccourci vers la sagesse, pas d'illumination soudaine qui dispenserait du long travail sur soi-même que requiert la philosophie. Il poursuit sa critique en établissant une analogie frappante : « C'est comme si un homme qui ne saurait pas compter entendait dire, au milieu d'une foule d'hommes aussi ignorants que lui, qu'il a mille coudées et que les autres n'en ont que cinq ; il ne saurait ce que signifie le nombre de mille coudées, mais il le regarderait comme fort grand. »
Cette comparaison illustre ce que Plotin considère comme une ignorance qui s'ignore elle-même, gonflée par des promesses et des affirmations dont ceux qui les reçoivent ne comprennent même pas la signification véritable. L'orgueil gnostique apparaît ainsi comme doublement condamnable : d'abord parce qu'il contredit l'humilité nécessaire au philosophe, ensuite parce qu'il repose sur une illusion, sur une méconnaissance de sa propre ignorance.
Plotin s'indigne également de la prétention des gnostiques à être les seuls à pouvoir atteindre le salut : « S'il est des hommes qui se vantent d'avoir le privilège de contempler seuls le monde intelligible, il ne s'ensuit pas qu'ils contemplent réellement ce monde plus que les autres hommes. » Et ailleurs, il souligne : « Ne tombons pas dans la même erreur que ceux qui nient le mouvement des astres, parce que les sens les leur font voir immobiles : ne faisons pas comme les Gnostiques qui croient que l'âme des astres ne voit pas ce qui est extérieur parce qu'ils ne voient pas eux-mêmes cette âme apparaître extérieurement. » Pour Plotin, cette prétention exclusive à la vérité révèle en fait une incapacité à reconnaître les différentes modalités de manifestation du divin.
La modestie que Plotin oppose à cet orgueil n'est pas une simple qualité morale ornementale, mais une disposition philosophique fondamentale : « Il faut donc ne songer à sa dignité qu'avec mesure, sans insolence, ne prétendre s'élever qu'au rang que la nature humaine peut atteindre, ne pas croire qu'il n'y a pas de place auprès de la divinité pour tous les autres hommes, ne pas rêver follement qu'on peut seul y aspirer, et priver par cela même son âme de la faculté de devenir semblable à Dieu dans la mesure où elle le peut. » Ce passage est particulièrement significatif car il montre que, pour Plotin, l'orgueil des gnostiques n'est pas seulement moralement condamnable, mais constitue un obstacle épistémologique, un voile qui obscurcit leur capacité même à progresser spirituellement.
Pour Plotin, la prétention à l'élection ou à l'illumination exclusive des gnostiques contredit le caractère universel de l'aspiration vers le Bien et la possibilité pour chacun d'y participer selon sa capacité : « Il faut être persuadé que beaucoup d'êtres, ou plutôt, que tous les êtres y aspirent [au Bien], que ceux qui l'atteignent sont heureux, que les autres obtiennent le sort qui convient à leur nature ; enfin ne pas se croire seul capable d'arriver au bonheur. » La véritable sagesse consiste ainsi à reconnaître que la quête du divin est une aspiration commune à tous les êtres, et non le privilège d'une secte particulière.

### La voie plotinienne
En contraste avec la doctrine gnostique, Plotin propose une voie spirituelle fondée sur la reconnaissance de la beauté du cosmos comme reflet authentique du monde intelligible. Il invite ses lecteurs à observer attentivement cette beauté : « Quel est le musicien qui, après avoir saisi l'harmonie intelligible, entendra sans émotion celle des sons sensibles ? Quel est l'homme qui, sachant la géométrie et l'arithmétique, n'aimera à reconnaître de la symétrie, de l'ordre et de la proportion, dans les objets qui frappent ses regards ? » Pour Plotin, même les objets sensibles peuvent élever l'âme vers l'intelligible : « En reconnaissant dans les choses sensibles une image des essences intelligibles, ils en sont frappés et ils se rappellent la véritable beauté : de là naît l'amour. Quand on voit briller dans un visage une éclatante image de la beauté, on s'élève à l'intelligible. »
Contrairement aux gnostiques, Plotin préconise un détachement progressif du corps sans mépris pour lui, comme il l'explique dans cette analogie : « C'est comme si deux hôtes habitaient ensemble une belle maison, que l'un en blâmât la disposition et l'architecte et y restât cependant, tandis que l'autre, au lieu de blâmer l'architecte, louerait son habileté, et attendrait le temps où il doit quitter cette maison, parce qu'il n'en aura plus besoin. » La véritable sagesse ne consiste pas à haïr le corps mais à s'en détacher avec sérénité.
Plotin insiste sur la pratique des vertus comme préparation nécessaire à la contemplation. « Cependant, ceux qui connaissent la divinité devraient s'y attacher même ici-bas, et, s'attachant aux premiers principes, corriger les choses de la terre en y appliquant leur nature divine : car c'est à la nature qui dédaigne la volupté corporelle qu'il appartient de comprendre en quoi consiste l'honnêteté ; quiconque n'a point de vertu ne saurait s'élever aux choses intelligibles. »
Enfin, Plotin propose l'imitation de l'Âme universelle qui gouverne le monde sans être affectée par lui : « L'Âme universelle n'est troublée par rien, parce qu'elle est en dehors de toute atteinte. Mais nous, qui sommes ici-bas exposés aux coups de la fortune, repoussons-les par notre vertu, affaiblissons les uns, rendons les autres impuissants par notre constance et par notre grandeur d'âme. Quand nous nous serons ainsi rapprochés de cette puissance qui est en dehors de toute atteinte, de l'Âme de l'univers et des âmes des astres, nous tâcherons d'en être l'image et de pousser même cette ressemblance jusqu'à l'identité. »

## Plan détaillé du traité
Le traité peut être divisé en plusieurs sections :
Chap. 1. Les trois hypostases fondamentales : l'Un, l'Intelligence et l'Âme.
Chap. 2. L'Âme universelle et notre âme.
Chap. 3-4. Défense de l'ordre et de la beauté du cosmos.
Chap. 5-7. Critique des conceptions gnostiques sur la création du monde.
Chap. 8-9. Défense de la dignité des astres et critique de l'orgueil gnostique.
Chap. 10-11. Réfutation des mythes gnostiques concernant l'Âme, la Sagesse et le Démiurge.
Chap. 12-13. Critique de la complexité inutile et des incohérences de la cosmologie gnostique.
Chap. 14. Critique des pratiques magiques des gnostiques et de leurs prétentions médicales.
Chap. 15-17. Critique de l'éthique gnostique et défense de la vertu comme voie nécessaire vers le divin.
Chap. 18. Conclusion : appel à la modestie philosophique et à la contemplation du beau dans le cosmos.

## Extraits
- Sur la beauté du cosmos comme manifestation du divin :

« Si ce monde est arrivé à l'existence sans avoir une vie obscure, comme les petits animaux qu'il renferme et que la fécondité de la vie universelle ne cesse d'engendrer jour et nuit, s'il a une vie continue, claire, multiple, répandue partout, et dans laquelle éclate une sagesse merveilleuse, comment ne pas reconnaître qu'il est une belle et brillante statue des dieux intelligibles ? »
- Sur la critique de l'orgueil gnostique :

« Il y a des hommes assez insensés pour croire sans réflexion des assertions de ce genre : « [Par l'initiation à la Gnose], tu seras meilleur, non seulement que tous les hommes, mais encore que tous les dieux. » Car ces gens sont gonflés d'orgueil, et l'homme qui était auparavant modeste, simple, humble, devient plein d'arrogance quand il s'entend dire : « Tu es enfant de Dieu ; les autres hommes que tu honorais ne sont pas ses enfants, non plus que les astres dont le culte a été professé par les anciens. Toi, sans travail, tu es meilleur que le ciel lui-même. » »
- Sur la nécessité de la vertu pour la contemplation divine :

« Leur précepte : « Contemple Dieu », est inutile si l'on n'enseigne aussi comment on doit contempler Dieu. Qu'est-ce qui empêche, pourrait-on dire aux Gnostiques, de contempler Dieu, sans pour cela s'abstenir d'aucune volupté, sans réprimer sa colère ? Qu'est-ce qui empêche de répéter le nom de Dieu, tout en se laissant dominer par ses passions et en ne faisant rien pour les réprimer ? La vertu, portée à sa perfection, établie solidement dans l'âme par la sagesse, voilà ce qui nous montre Dieu. Sans la véritable vertu, Dieu n'est qu'un mot. »
- Sur le lien entre le monde intelligible et le monde sensible :

« Quand on aime un être, on aime tout ce qui s'y rattache ; on étend aux enfants l'affection qu'on a pour le Père. Or toute âme est fille du Père céleste. Les âmes qui président aux astres sont intellectuelles, bonnes et plus rapprochées de Dieu que les nôtres. Comment ce monde sensible, avec les dieux qu'il contient, pourrait-il être séparé du monde intelligible ? »